# Orobanche densiflora
Orobanche densiflora är en snyltrotsväxtart som beskrevs av Philipp Salzmann och Reuter. Orobanche densiflora ingår i släktet snyltrötter, och familjen snyltrotsväxter. Inga underarter finns listade i Catalogue of Life.